# Bracon nitidifrons
Bracon nitidifrons är en stekelart som beskrevs av Niezabitowski 1910. Bracon nitidifrons ingår i släktet Bracon och familjen bracksteklar. Inga underarter finns listade.